# 12183 Caltonen
12183 Caltonen eller 1975 SU1 är en asteroid i huvudbältet som upptäcktes den 30 september 1975 av den amerikanska astronomen Schelte J. Bus vid Palomar-observatoriet. Den är uppkallad efter Craig Steven Altonen.
Asteroiden har en diameter på ungefär 11 kilometer och den tillhör asteroidgruppen Themis.